# Джем Султан
Джем, за османските турци Шехзаде Джем (на турски: Şehzade Cem), а за западноевропейците принц Джем или Зизим (във Франция), е османски принц от втората половина на XV век – втори син на османския султан Мехмед II Завоевателя. Джем става претендент за трона на бързо разрасналата се през XV век Османска империя, когато след смъртта на баща си оспорва властта на по-големия си брат Баязид II Богоподобния. Краткото двувластие разпалва гражданска война, а по-късно Джем се спасява като изгнаник в Западна Европа. Според историческите източници, цитирани по-долу, изгнанието му от родината е по-скоро затвор, координиран от самия султан Баязид II.

## Биографични данни

### Домашен период
Джем се ражда като син на султан Мехмед II и наложницата му Чичек хатун, пленница от сръбски произход. Израства в султанския харем в новозавладения Константинопол и по османски обичай, след като достига подходяща възраст, е изпратен в град Амасия като управител на област в Източен Анадол. Там води свободен от политически планове и рискове живот, заобиколен от фаворити и прислуга. В Амасия през 1481 г. Джем е застигнат и от новината за ненадейната смърт на баща му, султан Мехмед II Завоевателя.
Мехмед II е покорил Балканския полуостров, империята му граничи с Египет на мамелюците, заплашва Унгария, Полша и цяла Средна Европа, а Папството вижда в турците практическа заплаха както в политически, така и в религиозен аспект. Мехмед е изградил военно-феодална монархия, в която отнема имотите (вакъфи) на духовния клир и ги разпределя като награда между бойците си (спахии), които продължават да се събират мотивирани под знамето на Пророка. Тази класическа система се поддържа от спахиите, но на тях се противопоставят моллите и имамите, като се предполага, че всяка от тези две партии е използвала един от синовете на Мехмед като свой проводник. Негативите на тази система се преодоляват донякъде със засилването на влиянието на еничарския корпус.
Джем е подкрепян от спахиите, желаещи продължаване на експанзията и увеличаване на влиянието си. Това дава кураж на младия принц (тогава 22-годишен) да се противопостави на брат си, позовавайки се и на древния византийски закон за багрянородността. Въпреки че завладява Бурса и отново обявява града за столица на османците, Джем бързо е изтласкан от Баязид II на изток и отстъпва отвъд границата с Египетския мамелюкски султанат.
Следва нова безуспешна кампания на претендента, а междувременно Баязид II консолидира наследената империя и получава прозвището си Veli. Джем е принуден да бяга отново.

### Изгнание
Според получилите популярност художествени и исторически източници Джем отстъпва, търсейки закрила при враговете на Баязид II. Все още непокорена стои единственл твърдината на хоспиталиерите на остров Родос, при които младият принц изпраща свой пратеник през крепостта Бодрум (под владичество на кастилската корона в този момент). Султанският син възнамерява да се съюзи с унгарския крал Матияш Корвин, с когото на отоманците предстои неминуем военен конфликт. С този си ход Джем цели да се съюзи de facto с целия Католически запад, обещавайки траен мир на християнството.
По това време Рицарският орден на Свети Йоан се ръководи от амбициозния френски благородник Пиер Д'Обюсон и се намира на лично подчинение на римския папа. След разгрома на кръстоносните държави в Леванта самите рицари йоанити възприемат пребиваването си в Родос като изгнание и са оформили военно-теократична държавна структура с единствена цел завладяване de novo на Обетованите за християнството земи. Тази доктрина включва изграждане на стройна вътрешна административна система, повишена дипломатическо-политическа активност отвъд бреговете на острова и висока бойна готовност. Галерите на ордена пиратстват над мюсюлманската търговия. Братята йоанити не пропускат и златната възможност, осигурена им от доброволното пленничество на Джем, което им осигурява сериозен политически и потенциално военен коз в борбата срещу страховитите бойци на Пророка.
Джем никога не достига до унгарската столица Естергом: бързо стават ясни намеренията на Д'Обюсон и съветниците му да използват брата на султана като заложник или евентуално като разменна монета. Баязид II се доказва като умен държавник: предлага да откупи брат си срещу баснословната за времето сума от 45000 златни венециански дуката, равняваща се на близо половината от годишния приход на османската хазна., а това в дългосрочен план настройва една срещу друга католическите монархии, които започват политическа борба за заложника и неговия откуп.
От съображения за по-голяма сигурност Джем е изпратен в комендаториите на ордена във Франция, където братята йоанити са притиснати от френската кралска аристокрация, защото след смъртта на Луи XI през 1483 г. по-голямата сестра на престолонаследника Ан дьо Божьо е обявена за регент на Кралството и те в крайна сметка губят контрола си върху пленения османски принц. Все пак оказаната им политическа закрила от страна на папата осигурява продължаване на изгнанието на отчаяния Джем в Папската държава на Апенините през 1489 г.

### Епилог
По подобие на папа Урбан II през XI век, папа Инокентий VIII неколкократно опитва да инициира нов кръстоносен поход срещу османците, като възнамерява да постави сина на сръбската християнка Джем начело на кампанията. Дали заради големия откуп, предлаган от Баязид II, или заради липсата на солидарност между европейските държави, но усилията на Светия престол остават напразни. Според Eamon Duffy един от откупващите подаръци на султана е подареното на папата Копие на Съдбата
Джем умира на 25 февруари 1495 г. в Капуа, на територията на намиращото се в обтегнати отношения с папството Неаполитанско кралство. Четири години по-късно тленните останки на султановия син са пренесени в Бурса и положени редом с тези на останалите владетели от Династията на Осман.
Романтичната история за печалния Джем султан е била обект на вдъхновеие в трубадурските времена, а и до днес не е забравена както на запад, така и на Балканите („Прокълнатият двор“, Иво Андрич, „Случаят Джем“, Вера Мутафчиева).

### Цитирана литература
- Duffy, Eamon (2006). Saints & Sinners: A History of the Popes. Yale University Press
- Burchard, Joannes (1883), Louis Thuasne (ed). Diarum sine rerum urbanarum commentarii, Tome premier (1483-1492). Paris: Ernest Leroux, https://books.google.com/books?id=MNMDUhGaiDIC
- Sultan II. Bâyezid (Baâyezid-i Velî). Osmanli tarihi. – Enfal islampage. www.enfal.de, 1998-2021, http://www.enfal.de/otarih45.htm